# Dziekanowice (województwo wielkopolskie)
Dziekanowice – wieś w Polsce położona w województwie wielkopolskim, w powiecie gnieźnieńskim, w gminie Łubowo.
Wieś duchowna, własność kapituły katedralnej gnieźnieńskiej, pod koniec XVI wieku leżała w powiecie gnieźnieńskim województwa kaliskiego. W latach 1975–1998 miejscowość administracyjnie należała do województwa poznańskiego.

## Zabytki i skansen
We wsi funkcjonuje siedziba Muzeum Pierwszych Piastów na Lednicy. Miejscami odwiedzanymi przez turystów są Wielkopolski Park Etnograficzny oraz kościół pw. św. Marcina z 1865. W obrębie skansenu znajduje się cmentarzysko szkieletowe.

## Urodzeni w Dziekanowicach
- Leon Pawlak – polski bibliotekarz i pedagog, dyrektor Biblioteki Raczyńskich w Poznaniu[5].
- Stefan Piotrowski – polski weterynarz, powstaniec wielkopolski, działacz Stronnictwa Narodowego i członek ruchu oporu podczas II wojny światowej, ofiara niemieckiego nazizmu[6].